# Eparchia di Zākhō

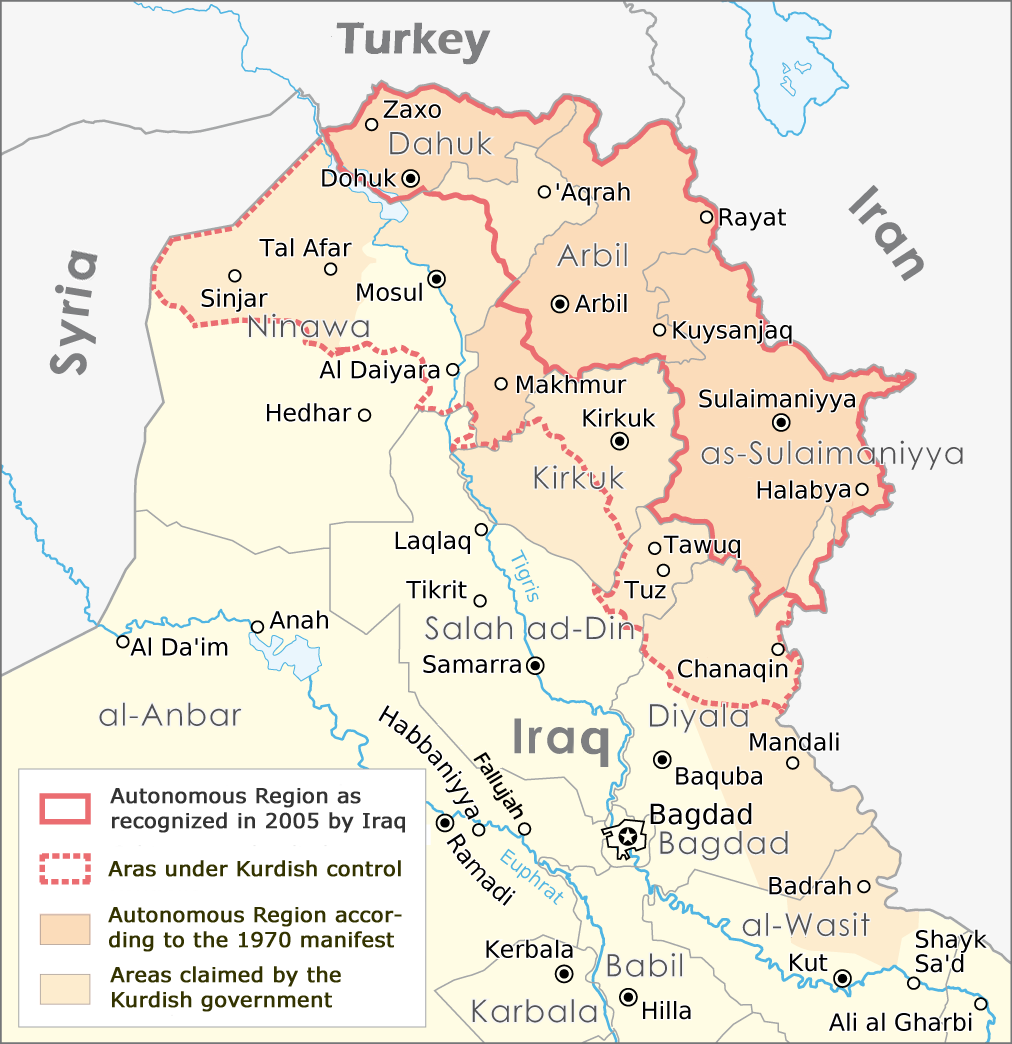
Mappa del Kurdistan iracheno, dove si trova l'eparchia di Zākhō.

L'eparchia di Zākhō (in latino Eparchia Zachuensis) è una sede della Chiesa cattolica caldea in Iraq suffraganea dell'arcieparchia di Baghdad. Nel 2022 contava 10.000 battezzati. È retta dall'eparca Felix Dawood Al Shabi.

## Territorio
L'eparchia comprende la città di Zākhō, nel Kurdistan iracheno, e diversi villaggi della parte occidentale della valle del Khabur e del distretto di Duhok.
Sede eparchiale è la città di Zākhō, dove si trova la cattedrale di San Giorgio.
Il territorio è suddiviso in 20 parrocchie.

## Storia
L'eparchia di Zākhō fu eretta da papa Pio IX nel 1850, ricavandone il territorio dalle eparchie di Amadiya (oggi eparchia di Duhok) e di Gazireh. Primo vescovo fu Emmanuel Asmar, educato nel monastero di Rabban Ormisda nei pressi di Alqosh, nominato nel 1859. Nel 1867 l'eparchia contava circa 3.000 fedeli distribuiti in 15 villaggi.
La cattedrale di Mar Gorgis fu costruita nel 1911 dall'eparca Jeremy Timothy Maqdassi; in seguito fu rimaneggiata e restaurata più volte.
Il 10 giugno 2013 il sinodo della Chiesa caldea ha stabilito l'unione dell'eparchia di Amadiya con quella di Zākhō, contestualmente la nuova circoscrizione ha assunto il nome di eparchia di Amadiya e Zākhō. Nell'agosto successivo il patriarca caldeo Louis Raphaël I Sako ha fatto visita alla diocesi e ai 40 villaggi cristiani che ne costituiscono il territorio.
Il 27 giugno 2020 le due eparchie sono state separate e sono tornate indipendenti e contestualmente l'eparchia di Amadiya ha assunto il nome di eparchia di Duhok.

## Cronotassi dei vescovi
Si omettono i periodi di sede vacante non superiori ai 2 anni o non storicamente accertati.
- Emmanuel Asmar † (22 luglio 1859 consacrato - 1875 deceduto)
- Quriaqos Giwargis Goga † (25 luglio 1875 consacrato - 1879 nominato eparca di Amadiya)
- Mattai Paul Shamina † (1879 - 1884 dimesso)[6]
- Stephen Yohannan Qaynaya † (26 settembre 1884 - 1889 deceduto)
- Jeremy Timothy Maqdassi † (3 dicembre 1890 - 3 agosto 1929 deceduto)
- Peter Raffo 'Aziz † (3 agosto 1929 succeduto - 21 gennaio 1937 deceduto)
- Yohannan Nisan † (20 aprile 1937 - 30 ottobre 1956 deceduto)
- Thomas Rayyis † (2 marzo 1957 - 15 luglio 1965 deceduto)
- Gabriel Qoda † (27 novembre 1965 - 7 marzo 1968 nominato arcieparca di Kirkuk)
- Joseph Babana † (7 marzo 1968 - 9 settembre 1973 deceduto)
- Yohannan Paulus Marcus † (13 ottobre 1973 - 29 novembre 1983 dimesso)
- Stephen Kajo † (29 novembre 1983 - 8 novembre 1987 deceduto)
  - Sede vacante (1987-2001)
- Petros Hanna Issa Al-Harboli † (6 dicembre 2001 - 3 novembre 2010 deceduto)
  - Sede vacante (2010-2013)
  - Sede unita ad Amadiya (2013-2020)
- Felix Dawood Al Shabi, dal 27 giugno 2020

## Statistiche
L'eparchia al termine dell'anno 2022 contava 10.000 battezzati.
| anno                        | popolazione | popolazione | popolazione | presbiteri | presbiteri | presbiteri | presbiteri                | diaconi | religiosi | religiosi | parrocchie |
| anno                        | battezzati  | totale      | %           | numero     | secolari   | regolari   | battezzati per presbitero | diaconi | uomini    | donne     | parrocchie |
| --------------------------- | ----------- | ----------- | ----------- | ---------- | ---------- | ---------- | ------------------------- | ------- | --------- | --------- | ---------- |
| eparchia di Zākhō           |             |             |             |            |            |            |                           |         |           |           |            |
| 1896                        | 3.500       | ?           | ?           | 15         |            |            | 233                       |         |           |           | 15         |
| 1913                        | 4.880       | ?           | ?           | 13         |            |            | 375                       |         |           |           | 17         |
| 1949                        | 11.300      | 70.000      | 16,1        | 19         | 19         |            | 594                       |         |           | 4         | 19         |
| 1970                        | 11.165      | 85.000      | 13,1        | 15         | 15         |            | 744                       |         |           |           | 15         |
| 1980                        | 7.400       | ?           | ?           | 18         | 18         |            | 411                       |         |           | 2         | 12         |
| 1998                        | 6.548       | ?           | ?           | 4          | 4          |            | 1.637                     |         |           |           | 5          |
| 2001                        | 6.048       | ?           | ?           | 5          | 5          |            | 1.209                     |         |           |           | 5          |
| 2002                        | 12.000      | ?           | ?           | 15         | 15         |            | 800                       |         |           | 8         | 5          |
| 2003                        | 12.500      | ?           | ?           | 17         | 16         | 1          | 735                       |         | 1         | 8         | 7          |
| 2004                        | 12.700      | ?           | ?           | 25         | 24         | 1          | 508                       |         | 4         | 9         | 7          |
| 2009                        | 26.000      | ?           | ?           | 9          | 7          | 2          | 2.888                     |         | 2         | 11        | 18         |
| 2010                        | 12.555      | ?           | ?           | 14         | 12         | 2          | 896                       |         | 2         | 12        | 10         |
| eparchia di Amadiya e Zākhō |             |             |             |            |            |            |                           |         |           |           |            |
| 2014                        | 18.800      | ?           | ?           | 14         | 14         |            | 1.343                     |         |           | 9         | 35         |
| 2015                        | 18.800      | ?           | ?           | 14         | 14         |            | 1.342                     | 4       |           | 9         | 35         |
| 2018                        | 13.768      | ?           | ?           | 14         | 14         |            | 983                       | 7       |           |           | 36         |
| eparchia di Zākhō           |             |             |             |            |            |            |                           |         |           |           |            |
| 2022                        | 10.000      | ?           | ?           | 13         | 12         | 1          | 769                       | 4       |           |           | 20         |